# Самолет, Игорь
Игорь Самолет (род. 28 июля 1984, Котлас) — российский художник, фотограф.

## Биография
Игорь Самолет окончил Сыктывкарский государственный университет в 2008 году по специальности «графический дизайн», затем учился в Московской Школе фотографии и мультимедиа имени Родченко, окончил Школу в 2013 году, выпускник мастерской «Проектная фотография». Первая персональная выставка Игоря Самолета, «Пар», прошла на площадке поддержки молодого искусства «Старт», Винзавод, в 2012 году.

После окончания Школы Игорь Самолет был удостоен серебряной медали German Photobook Award 2014, его работы были включены в издание 2014 года «The Photobook: A History (volume III)», под редакцией Мартина Парра и Джерри Бэджера.

Проекты Самолета «Пьяные Признания» и «Завтрак для Артема» вошли в шорт-лист премии «Инновация» в 2018 году. В 2019 году Игорь Самолет стал лауреатом премии для молодых художников Credit Suisse и международной ярмарки современного искусства Cosmoscow, в период с 2018 по 2019 год был стипендиатом грантовой программы музея современного искусства «Гараж».  Участник международных фестивалей и биеннале, среди которых Manifesta 10, 7-я Гамбургская триеннале фотографии, 6-йУральская биеннале
, Московская Фотобиеннале «Мода и стиль в фотографии», «Athens Photo Festival 2018».

Преподаватель направления «Современное искусство» в Школе дизайна НИУ ВШЭ и мастерской «От фотоизображения до объекта» в Московской Школе фотографии и мультимедиа имени Родченко.

## Художественная практика
Основная тема работ Игоря Самолета — человеческие отношения. Художника интересуют не поверхностные причины поступков его героев, но истинная природа их желаний. Длительная работа над проектами позволяет ему достичь необходимого уровня правдивости и открытости. В фокусе объектива Самолета —  современная жизнь человека, большая часть которой сегодня происходит онлайн. Художник документирует ее особым способом, дополняя скриншоты линиями или текстом, нарисованными в графическом редакторе. Этот художественный прием позволяет не только выразить отношение автора к событию, запечатленному на снимке, но и отражает наиболее популярный способ взаимодействия пользователей со своими изображениями: часто для сторис специально добавляют текст, виджеты, эмодзи или графические элементы. 

В последние годы Игорь Самолет работает с личным архивом цифрового контента: личными сообщениями, скриншотами и фотографиями, из которых он создает инсталляции. В 2018-2019 годах он начал «пестрый» или «цветной» период (выставка «Энергия ошибки» в МАММ), после 2021 года Самолет перешел к черно-белому периоду, в 2023 году начался «период бетона». Последний период характеризуют работы для  арт-ярмарки «Тупик 2023» в Музее ART4 и проект 2024 года «Архитектура отношений» в Доме Наркомфина. Особенность работы Игоря Самолета заключается в выборе несовершенных, любительских кадров — тех, которые несут в себе аутентичность и спонтанность. Он часто использует инсталляции и печать на ткани, составляя их из частей своего архива. В 2025 году Игорь Самолет начал работать над новой темой, посвященной советскому модернизму, которая уже не включает в себя привычный цифровой контент, что свидетельствует о новом этапе в его художественной практике.

## Персональные выставки
- 2024 «Архитектура отношений», Музей современного искусства «Гараж», Москва
- 2022 «Вытесненные воспоминания», галерея «Виктория», Самара
- 2022 «Все, что мы помним», Stella Art Foundation, Москва
- 2021 «Политика ненависти», галерея «сцена/szena», Москва
- 2019-2020 «Энергия ошибки», Мультимедиа Арт музей, Москва
- 2019 «Голова дракона», галерея «сцена/szena», Москва
- 2018 «Сложные объятия», MaximBoxer gallery, Москва
- 2018 «Взаимные обвинения», Мастерская фонда Владимира Смирнова и Константина Сорокина, Москва
- 2018 Herbarium & Circulation(s) 104 CENTQUATRE, Париж, Франция
- 2017 «Пьяные разговоры», Мастерская фонда Владимира Смирнова и Константина Сорокина, Москва
- 2017 See me more, Atelier AM ECK gallery, Дюссельдорф, Германия
- 2017 «Сложные объятия», Сыктывкар
- 2017 «Завтрак для Артема», «Центральный выставочный зал Манеж», Москва
- 2015 «Гербарий», ФотоДепартамент, Санкт-Петербург
- 2015 «Гербарий», в рамках IX Московской международной биеннале моды и стиля в фотографиях, Московский музей современного искусства, Москва
- 2015 «Будь счастлив - я счастлив!» Галерея «Богородское», Москва
- 2014  «Я живу в розочке», РОСИЗО, Москва
- 2012 Steam, ЦСИ «Винзавод»,

## Групповые выставки
- 2024 «Двадцать один длинный, один короткий». Современное российское искусство из коллекции Антона Козлова, Ельцин центр, Екатеринбург
- 2023 VIS-À-VIS, Московский музей современного искусства, Москва
- 2022 «Между строк. Текстуальное в визуальном» Галерея «Триумф», Москва
- 2022 «Тонкие граждане», Московский музей современного искусства, Москва
- 2022 Выставка по итогам арт-резиденции «Культурный код города», Кластер «Октава», Тула
- 2021 «Сырое и приготовленное», Российский этнографический музей, Санкт-Петербург
- 2020-2021 «Музей самоизоляции» Музей Москвы, Москва
- 2021 «Ты меня найдешь», ЦСИ «Типография», Краснодар
- 2021 «Тень души, но заостренней чуть», Мультимедиа Арт музей, Москва
- 2020 «Самое время», галерея «На Песчаной», Москва
- 2019-2020 «Нежные касания цифровых тел», Галерея «Виктория», Самара
- 2019 «После нас», Государственный центр современного искусства, Екатеринбург
- 2019 «Генератор случайных снов», «Новые крыло» Дома Гоголя, Москва
- 2019 «Вера в глубоком кризисе», галерея «Виктория», Самара
- 2019 sans (t)rêve et sans merci, Cube.Moscow, Москва
- 2019  Ostlook Platform: How to Deal with History? The Folklore State Centre of Georgia, Тбилиси, Грузия
- 2019  Über Leben am Land, Kunst Haus Wien, Вена, Австрия
- 2018-2019  Digital landscape, Havremagasinet, Буден, Швеция
- 2018 «По краям», Павильон «Оптика», ВДНХ, Москва
- 2018 «Школа Родченко. Избранное», Мультимедиа Арт музей, Москва
- 2018 Athens Photo Festival:18, Benaki Museum, Афины, Греция
- 2018 Ostlook Exhibition. Contemporary Photography from East, VII Hamburg Photography Triennale, Гамбург, Германия
- 2018 Circulation(s) 2018. Festival of young European photography, 104 CENTQUATRE, Париж, Франция
- 2018 Connection. Contemporary Russian photography, Gallery Kvaka 22, Белгград, Сербия
- 2018 Familienarchiv, Theater am Steg, Баден, Австрия
- 2017 Rodchenko School. New Generation of Russian Art. Photography and multimedia, Rinzinger Projekte, Вена, Австрия
- 2017 «Оргия вещей», Фонд Константина Смирнова и Владимира Сорокина, Москва
- 2016 «Только неофициальный язык», ЦСИ «Винзавод», Москва
- 2016 «Про ШР. 10 лет Школе Родченко», Мультимедиа Арт музей, Москва
- 2016 Night of Photography, Тбилиси, Грузия
- 2016 F/STOP 2016 Festival for Photography, Baumwollspinnerei, Лейпциг, Германия
- 2016 Архангельский Фото Фестиваль, Архангельск
- 2016 Territory, Railway Museum, Рига, Латвия
- 2015 «Что-то происходит», в рамках специального проекта VI Московской биеннале современного искусства», Варочный Цех, Москва
- 2015 Paths, Hilger next gallery, Вена, Австрия
- 2014 «Возмутители спокойствия», Дизайн-завод «Флакон», Москва
- 2014 SNOECKSshow, Schipperskappel, Брюг, Бельгия
- 2014 Поколение «СТАРТ», в рамках Manifesta 10, Санкт-Петербург
- 2014 «Изобретение повседневности», в рамках Manifesta 10, Санкт-Петербург
- 2013 «Дистанция», ЦТИ «Фабрика», Москва
- 2013 The Happy End, Мультимедиа Арт музей, Москва

## Коллекции
- Музей современного искусства «Гараж»[20]
- Мультимедиа Арт Музей
- Музей Москвы
- Национальная галерея Республики Коми
- Коллекция Дениса Химиляйне [21]
- Коллекция Антона Козлова [22]

## Публикации и интервью
- Диалог искусств — 2015, № 3
- Мария Савостьянова. «Игорь Самолет: «Сейчас дневник — скриншот с экрана телефона». The Art Newspaper Russia
- Екатерина Муромцева.  «Игорь Самолёт: «Смешивая историю страны и личную историю, я рассказываю сказку». Aroundart
- Варя Баркалова. «Правила жизни в Доме Наркомфина». Правила жизни
- Эльмира Минкина. «Игорь Самолет: «Через двадцать лет будет совершенно неочевидно, о чем мы думали сегодня». Артгид
- Laima Vainina. «Portfolio. Igor Samolet». FKmagazine